# Inga striolata
Inga striolata är en ärtväxtart som beskrevs av Terence Dale Pennington. Inga striolata ingår i släktet Inga och familjen ärtväxter. Inga underarter finns listade i Catalogue of Life.